# Pajan Yan Tholus
Il Pajan Yan Tholus è una struttura geologica della superficie di Venere.